# Alekséi Zhigalkóvich
Alekséi Aleksándrovich Zhigalkóvich (del bielorruso: Аляксей Аляксандравіч Жыгалковіч) es un cantante bielorruso, nacido el 18 de abril de 1996 en Minsk, Bielorrusia. A pesar de su corta edad fue el ganador por delante del candidato de Armenia en el Festival de Eurovisión Junior de 2007, con la canción ""С друзьями"" (Con amigos), que escribió él mismo.

## Biografía
Alekséi Zhigalkóvich fue un niño con talento. A los cinco años comenzó a cantar, y a los nueve a componer. Con diez años participó en varios espectáculos en el Teatro Nacional de la Música, en Minsk, y forma parte del conjunto vocal infantil ""Верасята"" de Teatro Joven. El mismo año, 2006, ganó el Segundo Premio del Slavianski Bazaar de Vitebsk. A los once años participó en el Festival de Eurovisión Junior de 2007 y ganó al candidato de Armenia por un punto con la canción ""С друзьями"" (con amigos), compuesta por él. Posteriormente ganó el mismo año el Premio Мы XXI-й de Bulgaria.

## Fotografías

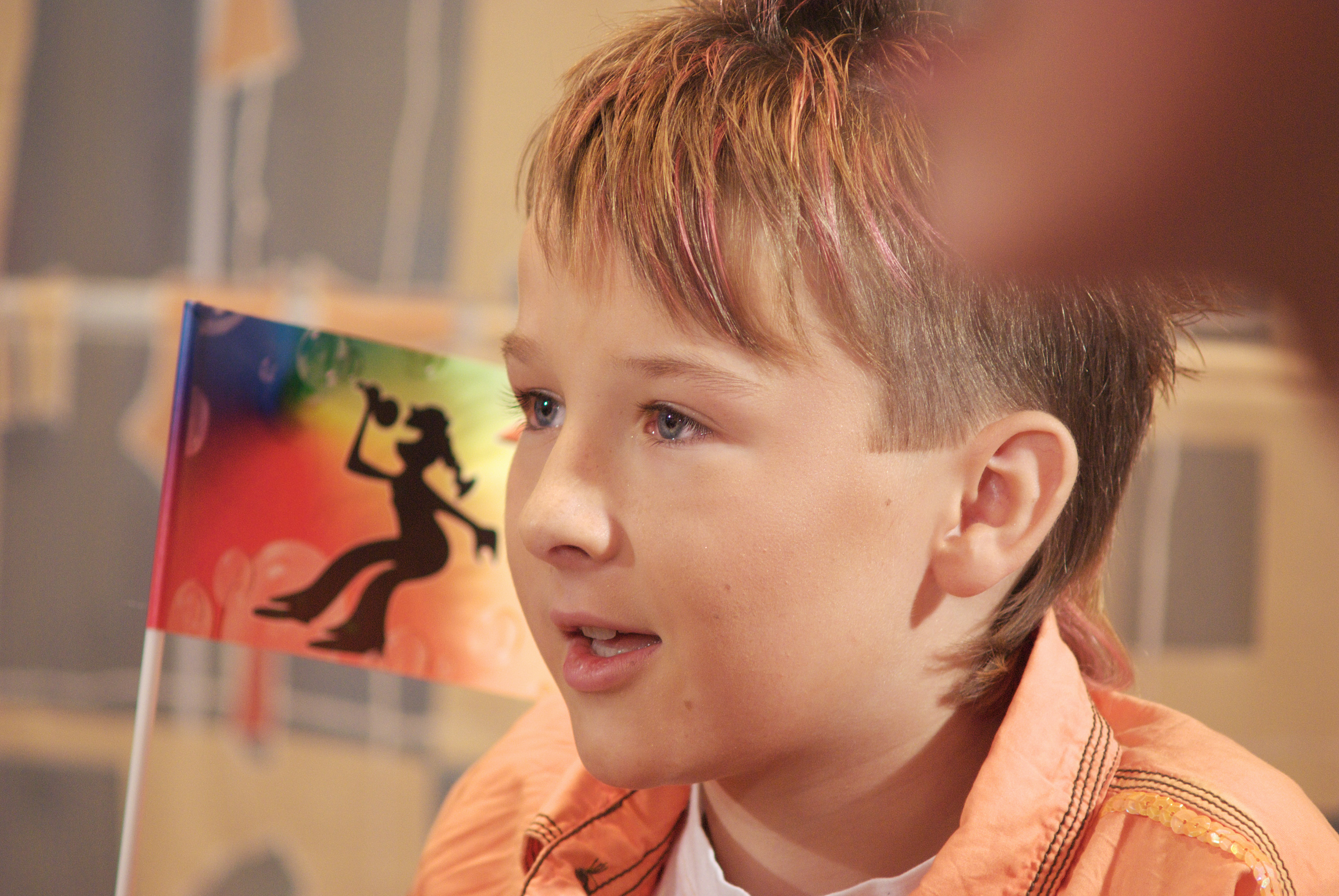
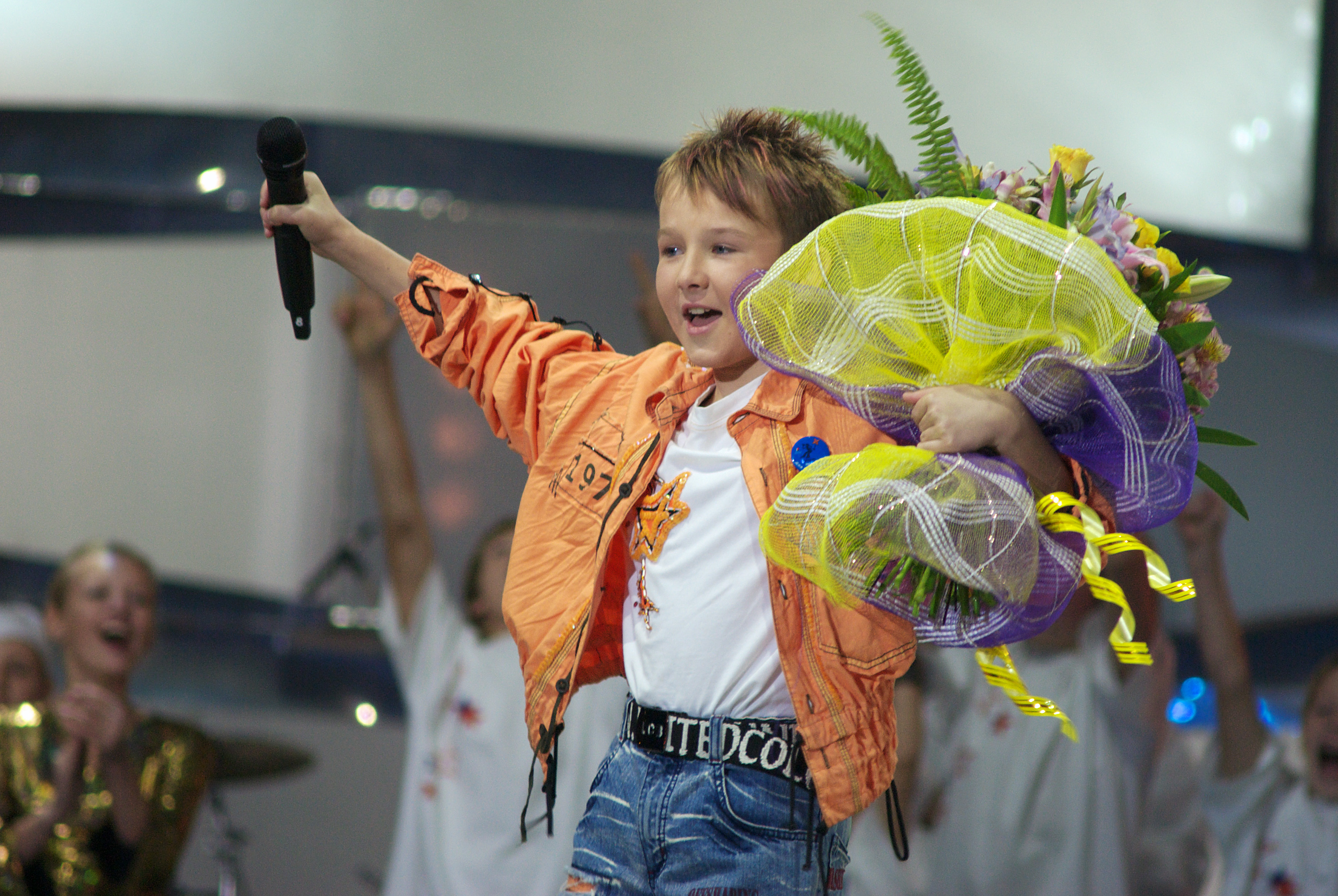
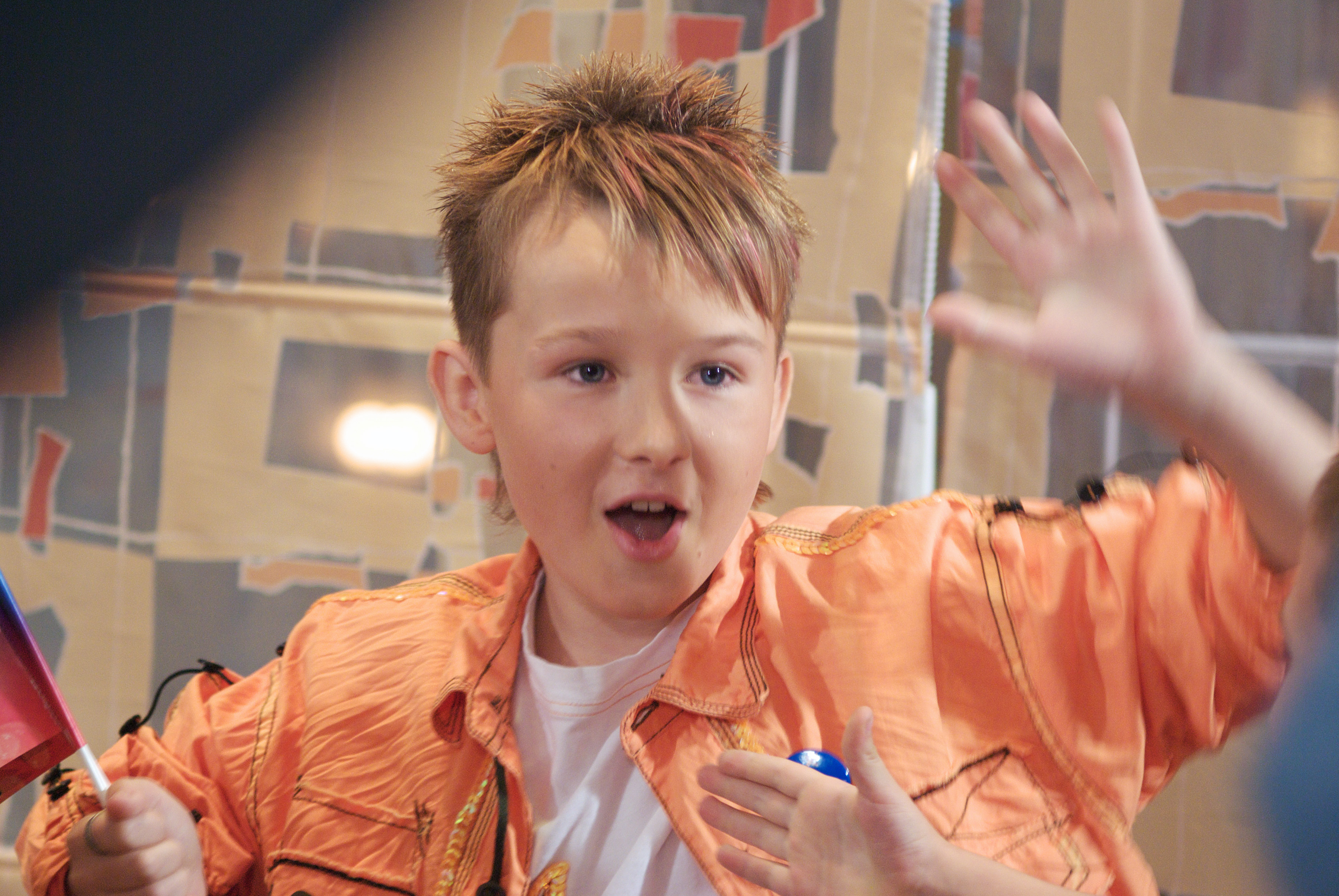

| Predecesor: Hermanas Tolmachovy | Ganadores del Festival de la Canción de Eurovisión Junior 2007 | Sucesor: Bzikebi |

- Datos: Q326566
- Multimedia: Alexey Zhigalkovich / Q326566